# ГЕС Kāngyáng
ГЕС Kāngyáng (康扬水电站) — гідроелектростанція на півночі Китаю у провінції Цинхай. Знаходячись між ГЕС Zhígǎnglākǎ (вище по течії) та ГЕС Gōngbóxiá, входить до складу каскаду на одній із найбільших річок світу Хуанхе.
У межах проєкту звели комбіновану греблю висотою до 47 м та довжиною 1092 м. Більша її частина виконана як насипна споруда із бетонним облицюванням, а праворуч до неї під прямим кутом приєднується бетонний машинний зал. Гребля утримує водосховище з об'ємом 28,8 млн м3 та припустимим коливанням рівня поверхні в операційному режимі між позначками 2031 та 2033 м НРМ (під час повені до 2034 м НРМ).
Основне обладнання станції становлять сім бульбових турбін потужністю по 40,8 МВт, які використовують напір у 18,7 м та забезпечують виробництво 992 млн кВт·год електроенергії.
Відпрацьована вода прямує по відвідному каналу довжиною 0,8 км, котрий приєднується до річки приблизно за 3 км від греблі.